# Святой Меморий
Меморий (лат. Memorius; казнён в 451) — диакон, священномученик из Труа. День памяти — 7 сентября.
Святой Меморий со товарищи был умучен Аттилой и иными гуннами. Святой Меморий был диаконом в Труа (современная Франция). Святой Луп, епископ Труа, послал его с четырьмя товарищами к Аттиле с просьбой пощадить город. Аттила обезглавил святого Мемория со товарищи. Хотя высказываются сомнения относительно их жития, мощи святых по-прежнему почитаемы.